# Раудсепа (Виру)
Раудсепа (ест. Raudsepa, виро Raudsepä) — село в Естонії, входить до складу волості Виру, повіту Вирумаа.